# Толга Зенгін
Толга Зенгін (тур. Tolga Zengin, * 10 жовтня 1983, Хопа, Артвін, Туреччина) — турецький футболіст, воротар футбольного клубу «Бешикташ» та збірної Туреччини.
Виступав, зокрема, за клуб «Трабзонспор», а також національну збірну Туреччини.
Триразовий володар Кубка Туреччини. Чемпіон Туреччини. 

## Клубна кар'єра
У дорослому футболі дебютував 2002 року виступами за команду клубу «Трабзонспор», в якій провів одинадцять сезонів, взявши участь у 110 матчах чемпіонату. 
До складу клубу «Бешикташ» приєднався 2013 року. Відтоді встиг відіграти за стамбульську команду 80 матчів в національному чемпіонаті.

## Виступи за збірні
1998 року дебютував у складі юнацьких збірних Туреччини, взяв участь у 32 іграх на юнацькому рівні, пропустивши 37 голів. Протягом 2002–2004 років залучався до складу молодіжної збірної Туреччини. На молодіжному рівні зіграв в 11 офіційних матчах, пропустив 7 голів.
2006 року дебютував в офіційних матчах у складі національної збірної Туреччини. Наразі провів у формі головної команди країни 9 матчів.
У складі збірної був учасником чемпіонату Європи 2008 року в Австрії та Швейцарії.

## Титули і досягнення
- Володар Кубка Туреччини (1):

«Трабзонспор»: 2009-10
- Володар Суперкубка Туреччини (1):

«Трабзонспор»: 2010
- Чемпіон Туреччини (2):

«Бешікташ»:  2015-16, 2016-17